# Euphyia prillingeri
Euphyia prillingeri là một loài bướm đêm trong họ Geometridae.